# جائزة إيطاليا الكبرى للدراجات النارية 2001
جائزة إيطاليا الكبرى للدراجات النارية 2001 هو سباق دراجات نارية أقيم بتاريخ 3 يونيو 2001 في حلبة موجيلو. كان الجولة الخامسة من أصل 16 في سباق الجائزة الكبرى للدراجات النارية موسم 2001. فاز البرازيلي أليكس باروس بفئة 500 سي سي بينما جاء الإيطالي لوريس كابيروسي في المركز الثاني وحصل على المركز الثالث الإيطالي ماكس بياجي.

## وصلات خارجية
- الموقع الرسمي